# Corico (nourriture mexicaine)
Un corico (connu aussi sous les noms de tacuarín, corico de harinilla, et biscocho dans l'état de Sinaloa ; corico, coricochi, bizcocho et bizcochuelos dans l'état de Sonora ; harinillas de maíz crudo dans les états de Chihuahua et Durango ; enseco dans l'état de Nuevo León ; pemoles dans les états de Tamaulipas, San Luis Potosí et Veracruz) sont des biscuits de farine de maïs populaires dans les états mexicains de Basse-Californie, Sinaloa et Sonora.

## Origine du nom
Le nom tacuarín provient du nom du train Sud-Pacifique, baptisé Tacuarinero. Lorsque le train rentrait de la ville d'Altata à Culiacán, les femmes y montaient pour vendre ces biscuits. Dans le reste de l'état de Sinaloa et le pays du Mexique, le nom corico est plus courant.

## Caractéristiques
Les coricos ont la forme d'un donut et sont fabriqués à partir de farine de maïs, de graisse végétale, de margarine ou du beurre salé, du sucre et des œufs.